# پترا هادن
پترا هادن (انگلیسی: Petra Haden؛ زادهٔ ۱۱ اکتبر ۱۹۷۱) یک موسیقی‌دان اهل ایالات متحده آمریکا است.